# Ruth Rouse
Clara Ruth Rouse (* 17. September 1872 in London-Clapham; † 29. September 1956 in Beccles) war eine britische anglikanische Theologin. Als langjährige Sekretärin des Christlichen Studenten-Weltbundes (World Student Christian Federation, WSCF) gehörte sie zu den Führungsfiguren der frühen Ökumenischen Bewegung.

## Leben
Rouse' Eltern gehörten zur Gemeinde des baptistischen Metropolitan Tabernacle in London. Dort wurde Rouse 1892 getauft, trat aber bald darauf der Church of England bei. Sie studierte am Bedford College in London und von 1891 bis 1894 am Girton College in Cambridge, wo sie aber wegen der damaligen Einschränkungen noch keinen akademischen Grad erlangen konnte. Während des Studiums schloss sie sich dem Student Volunteer Movement an, dessen Zeitschrift Student Volunteer sie ab 1895 herausgab. Auf Reisen durch Großbritannien, Skandinavien und die Vereinigten Staaten wirkte sie dafür, die internationale Zusammenarbeit sowohl der christlichen Studentenbewegung als auch der Colleges für Frauenbildung zu vernetzen. Von 1899 bis 1901 arbeitete sie als Missionarin in Indien, musste aber wegen Gesundheitsproblemen nach Europa zurückkehren. John Raleigh Mott gewann sie 1903 dafür, erneut als Reisesekretärin für den Christlichen Studenten-Weltbund zu arbeiten. 1905 wurde sie offiziell angestellt und rückte später zur Generalsekretärin der Vereinigung auf, für die sie auch an der Weltmissionskonferenz in Edinburgh 1910 teilnahm. Nach dem Ersten Weltkrieg war sie an der Gründung des European Student Relief Fund beteiligt, aus dem sich der heutige World University Service entwickelte.
1924 gab Rouse die Arbeit für den Christlichen Studenten-Weltbund auf, um als Bildungssekretärin im Missionsrat der National Assembly (heute Generalsynode) der Church of England zu arbeiten. 1939 trat sie in den Ruhestand, war aber weiter publizistisch tätig. So ordnete sie das Archiv des Ökumenischen Rats der Kirchen in Genf und schrieb die erste groß angelegte Geschichte der ökumenischen Bewegung. Ehrenamtlich übernahm sie von 1938 bis 1946 den Vorsitz der Young Women’s Christian Association (YWCA), in deren Exekutivausschuss sie schon seit 1906 Mitglied war.

## Veröffentlichungen (Auswahl)
- Auszüge aus einem Bericht über die Arbeit des Christlichen Studenten-Weltbundes unter studierenden Frauen. In: Bericht von der Konferenz des Christlichen Studenten-Weltbundes zu Zeist in Holland. Christlicher Student-Weltbund, Halle 1905, S. 133–151.
- Studies in the Epistle to the Philippians. Student Christian Movement, London 1906.
- The Missionary Motive. Student Christian Movement, London Press, 1913.
- (mit H. Crichton Miller:) Christian Experience and Psychological Processes. With Special Reference to the Phenomenon of Autosuggestion. Student Christian Movement, London 1917.
- Rebuilding Europe. The Student Chapter in Post-War Reconstruction. Student Christian Movement, London 1925.
- John R. Mott: An Appreciation. World’s Student Christian Federation, Geneva 1929.
- The World’s Student Christian Federation. A History of the First Thirty Years. Student Christian Movement, London 1948.
- (mit Stephen Charles Neill:) A History of the ecumenical movement 1517–1948. Zwei Bände. S.P.C.K., London 1954; 31986.
  - Geschichte der ökumenischen Bewegung 1517–1948. Zwei Bände. Vandenhoeck & Ruprecht, Göttingen 1957/58; 21963/1973.